# Muzeum Warszawy
Muzeum Warszawy (od 1936 jako Muzeum Dawnej Warszawy, w latach 1948–2014 jako Muzeum Historyczne m.st. Warszawy) – muzeum gromadzące i prezentujące zbiory związane z historią Warszawy.
Siedziba muzeum mieści się w jedenastu połączonych ze sobą staromiejskich kamienicach – ośmiu po stronie Dekerta na Rynku Starego Miasta i trzech przy ul. Nowomiejskiej.

## Historia
Placówka powstała w 1936 jako oddział Muzeum Narodowego, będącego w tamtym czasie instytucją należącą do miasta, pod nazwą Muzeum Dawnej Warszawy. Mieściła się w trzech zakupionych przez magistrat kamienicach na rynku: Baryczkowskiej, Kleinpoldowskiej i Pod Murzynkiem. Od 1937 kustoszem placówki był Antoni Wieczorkiewicz. W 1941 został on aresztowany przez niemieckich okupantów i zmarł w kolejnym roku w Auschwitz-Birkenau.
Siedziba muzeum wraz z dużą częścią zbiorów uległa zniszczeniu w 1944 podczas powstania warszawskiego, późniejszych kradzieży oraz w wyniku wilgoci w staromiejskich piwnicach. Po wojnie, decyzją Zarządu Miejskiego, muzeum zostało reaktywowane w 1948 pod nazwą Muzeum Historyczne m.st. Warszawy. Zaadaptowane na siedzibę muzeum kamienice odbudowano w latach 1948–1954 w ramach rekonstrukcji zabytkowego zespołu miejskiego Starego Miasta.
W 1947 w inwentarzu muzeum znajdowało się 169 przedmiotów, jednak zbiory zaczęły szybko się zwiększać. Muzeum zostało otwarte 17 stycznia 1955. Pierwsza stała ekspozycja nosiła nazwę Dzieje Warszawy od X wieku do czasów obecnych. 
W latach 2010–2012 przeprowadzono całościową renowację piwnic znajdujących się w głównej siedzibie muzeum pod ośmioma kamienicami po stronie Dekerta, obejmujących powierzchnię 1142 m². Podczas prowadzonych wykopalisk archeologicznych odnaleziono skarb składający się z 1211 monet wybitych pomiędzy pierwszą połową XVII wieku a początkiem XVIII wieku (najmłodszymi numizmatami były dwugrosze Augusta II Mocnego z 1707). Natrafiono także na studnię z drugiej połowy XVII wieku.
Podczas Nocy Muzeów w maju 2012 zwiedzającym po raz pierwszy udostępniono wyremontowane piwnice. Stanowią one obecnie najważniejszy spośród pięciu elementów Szlaku Kulturalnych Piwnic Starego Miasta.
W kwietniu 2014 nazwę placówki zmieniono na Muzeum Warszawy.
W maju 2017 udostępniono zwiedzającym zmodernizowaną siedzibę główną muzeum oraz jej nową wystawę główną Rzeczy warszawskie. W czerwcu 2018 udostępniono zwiedzającym kompletną wystawę stałą Rzeczy warszawskie. Ekspozycja składa się z 21 gabinetów tematycznych, prezentujących 7352 obiekty.
W 2022 oddziałem muzeum stała się Izba Pamięci przy Cmentarzu Powstańców Warszawy, natomiast dotychczasowy oddział Muzeum Ordynariatu Polowego przekazano parafii katedralnej Najświętszej Maryi Panny Królowej Polski. W tym samym roku placówka przejęła prace i wyposażenie pracowni Karola Tchorka przy ul. Smolnej 36, przekazane w 2021 miastu przez synową artysty.

## Działalność
Muzeum gromadzi zbiory z zakresu: archeologii, malarstwa, grafiki, ikonografii, rzeźby, rzemiosła artystycznego, numizmatyki i rysunków architektonicznych. Ich liczba to ok. 300 tys. eksponatów. Zbiory są przechowywane m.in. w magazynach w Pałacu Kultury i Nauki, magazynach Muzeum Warszawskiej Pragi oraz w Pruszkowie. W zbiorach znajdują się m.in. dwie unikalne kolekcje kolorowych fotografii wykonane podczas powstania warszawskiego przez Ewę Faryaszewską i Gerharda Wiechmanna. 
Do czasu rozpoczęcia remontu piwnic MW w kwietniu 2010 varsaviana były udostępniane na ekspozycji stałej Siedem wieków Warszawy, pokazującej dzieje miasta od jego założenia po czasy współczesne. Zbiory eksponowane były także na wystawach czasowych.
Poza działalnością ekspozycyjną muzeum ma pokaźny dorobek wydawniczy (m.in. wydaje uhonorowaną w 2010 Nagrodą Klio serię „Biblioteka Warszawska”), a także liczne publikacje poświęcone zbiorom własnym i dziejom Warszawy. MW organizuje lekcje i konkursy dla szkół oraz otwarte wykłady w Centrum Interpretacji Zabytku (m.in. o społeczeństwie Warszawy, warszawskiej kartografii, architekturze mieszkalnej, pomnikach, dobrach kultury, transporcie publicznym, a także o muzeach głównych miast europejskich), projekcje filmowe i cykle spacerów (poświęcone m.in. historycznym ogrodom, dekoracjom architektonicznym, kamienicom, architekturze sportowej, szyldom i ich typografii). Jest także organizatorem konferencji naukowych. Uczestniczy we wszystkich znaczących wydarzeniach warszawskich: Nocy Muzeów, Pikniku Naukowym Polskiego Radia i Centrum Nauki Kopernik, Festiwalu Nauki oraz Uniwersytecie III Wieku. Jest także współproducentem filmów dokumentalnych poświęconych stolicy.

## Oddziały
Muzeum Warszawy ma 9 oddziałów. W sezonie letnim czynna jest również stała wystawa Muzeum w warszawskim Barbakanie poświęcona Staremu Miastu i murom obronnym Starej Warszawy.
| Nr | Oddział                                         | Adres                  | Obiekt | Strona internetowa                             | Zdjęcie |
| -- | ----------------------------------------------- | ---------------------- | --- | ---------------------------------------------- | ------- |
| 1. | Muzeum Farmacji im. mgr Antoniny Leśniewskiej   | ul. Piwna 31/33        | Kamienica Tylmana | Muzeum Farmacji im. mgr Antoniny Leśniewskiej. |         |
| 2. | Muzeum – Miejsce Pamięci Palmiry                | Palmiry, gmina Czosnów | Miejsce zbrodni niemieckich z okresu okupacji, cmentarz-mauzoleum                                                                         | Muzeum – Miejsce Pamięci Palmiry.              |         |
| 3. | Muzeum Warszawskiej Pragi                       | ul. Targowa 50/52      | Dom Rothblitha – najstarszy zachowany murowany dom mieszkalny na Pradze, oficyna z pozostałościami dawnego żydowskiego domu modlitwy      | Muzeum Warszawskiej Pragi.                     |         |
| 4. | Muzeum Woli                                     | ul. Srebrna 12         | Pałacyk Aleksandra Sikorskiego | Muzeum Woli.                                   |         |
| 5. | Ośrodek Dokumentacji i Badań Korczakianum       | ul. Jaktorowska 6      | Dom Sierot (d. ul. Krochmalna 92) | Ośrodek Dokumentacji i Badań Korczakianum.     |         |
| 6. | Muzeum Drukarstwa                               | ul. Ząbkowska 23/25    | | Muzeum Drukarstwa.                             |         |
| 7. | Centrum Interpretacji Zabytku                   | ul. Brzozowa 11/13     | | Centrum Interpretacji Zabytku.                 |         |
| 8. | Izba Pamięci przy Cmentarzu Powstańców Warszawy | ul. Wolska 168         | Miejsce poświęcone ofiarom powstania warszawskiego. W dwóch pawilonach i na Murze Pamięci upamiętniono ponad 100 tys. mieszkańców stolicy | Izba Pamięci                                   |         |
| 9. | Barbakan                                        | ul. Nowomiejska        | |                                                |         |

## Dyrektorzy[19]
- Adam Słomczyński (1948–1950)
- Stanisław Arnold (lipiec 1950–grudzień 1950)[20]
- Janusz Durko (1951–31 grudnia 2003)[21]
- Joanna Bojarska-Syrek (1 stycznia 2004–30 września 2012)[22][23]
- Ewa Nekanda-Trepka (1 listopada 2012–31 grudnia 2020)[24]
- Karolina Ziębińska-Lewandowska (od 1 stycznia 2021)[2]